# フランセス・フィッツジェラルド・エルメス
フランセス・フィッツジェラルド・エルメス（英語: Frances Fitzgerald Elmes、1867年4月23日 - 1919年）は、メルボルンとロンドンを拠点としていたフェミニストライター、およびコラムニストである。

## 経歴
フランセス・フィッツジェラルドは1867年4月23日にイングランドのサマセット州で生まれた。家族とともにオーストラリアに移住し、父親が開業医をしていたビクトリア州ベリックで育てられた。彼女はオーストラレシアン・ポストやジ・アーガスでジャーナリスト兼コラムニストとして活動し、イングランドへ帰国した後の1905年にはブリティッシュ・オーストラレシアンで働いた。彼女はF. F. エルメス（F. F. Elmes）、フランセス・フィッツジェラルド（Frances Fitzgerald）、F. F.、フランセス・フィッツジェラルド・フォークナー（Frances Fitzgerald Fawkner）など10個のペンネームを用いてコラム、短編小説、2冊の書籍、および脚本を執筆した。
ロンドンでブリティッシュ・オーストラレシアンの編集長であるチャールズ・ヘンリー・チョムレイ（エルメスの親友であるエセル・チョムレイと結婚）との関係を確立したエルメスは1906年に息子、1908年に娘の計2人の子供を授かったことを明かした。どうやらエルメスとチョムレイとの関係はチョムレイの妻と母親に認められたと考えられる。
スペインかぜを患い、1919年にロンドンで没した。彼女の死後、子供たちはチョムレイとその妻に育てられた。

## 選集
- Fitzgerald, Frances. The New Woman, a play, performed but not published, 1895.[1]
- Elmes, F. F. The Melbourne Cookery Book: compiled especially with the view of assisting the housewife in the cottage and villa home who must carefully study ways and means. Melbourne：Fraser and Jenkinson, 1906. OCLC 221287128
- Elmes, F. F. "Fashions in Whims: A London Sketch", The Argus、29 February 1908, 6.
- F. F. "The 'Tail' of a Fish", The Age, 24 April 1915, 18.
- Fitzgerald, Frances. The Children at Kangaroo Creek, London: British Australasian, 1916. OCLC 560859564
- Fitzgerald, Frances. "The Woman Pays", British Australasian, 16 August 1917, 31.